# Ricard de Vargas Golarons
Ricard de Vargas Golarons (1949- ) es un escritor, historiador y militante  de ideología anarquista y anticapitalistaespañol.
Ricard de Vargas fue militante del Movimiento Ibérico de Liberación (MIL), donde fue compañero de Salvador Puig Antich. Era conocido con el alias de "lenguas" dado que hablaba 8 idiomas diferentes. Ha trabajado como traductor, traduciendo varios libros aleccionadores de carácter anarquista; más tarde también fue traductor de la Organització de la Lluita Armada (Olla), muy relacionada con el Partit Socialista d'Alliberament Nacional dels Països Catalans. También ha colaborado en la revista "Otras Naciones" del Centro Internacional Escarré para las Minorías Étnicas y Nacionales.  Es uno de los promotores de la rehabilitación de la figura de Salvador Puig Antich. Es además miembro del Ateneo Enciclopédico Popular y se ha mantenido activo en su militancia libertaria. Ha dedicado parte de su trabajo a recuperar y difundir la memoria y la historia de las luchas obreras autónomas y libertarias en Cataluña.

## Biografía
Ricard de Vargas Golarons nació el 15 de febrero de 1949 en el barrio de Can Robacols de Barcelona en Cataluña en España, barrio con un fuerte arraigo libertario. El padre de Ricard fue Joan Lluís de Vargas  procedente de  Cádiz y su madre Josepa Golarons de Barcelona. Se exiliaron en febrero de 1939 huyendo de las tropas franquista. Joan Lluís de Vargas lo llaman  afilas en Francia y va a Clermont-Ferrand (centro de Francia) pero es detenido por los alemanes y encerrado en un campo de trabajo forzado. Josepa Golarons es simpatizante libertaria, su padre había sido  Confederación Nacional del Trabajo (CNT).
En 1972 inicia su militancia en el Movimiento Ibérico de Liberación (MIL). Hablaba ocho lenguas diferentes entre las que se encuentran, además del castellano y el catalán, el alemán, francés, occitano, portugués y gallego por lo que sus compañeros de militancia le pusieron de alias el apelativo de El lenguas. El MIL se organiza en tres facetas, las expropiaciones que era la del Grupo de Acción Armada (GAC), la de relación con los obreros y la editorial que se denominaba  "Ediciones 37 de mayo" que se dedicaba a la edición de material literario prohibido por el régimen franquista y tiene su sede en Toulouse (Francia). Ricard de Vargas se dedica a traducir los textos para luego ser editados. También estaba en contacto con las fábricas, con los barrios, con la información logística, y también pasaba material arriba y abajo de la frontera francesa.  
El 25 de septiembre de 1973, cuando se produce la redada en la que es detenido Salvador Puig Antich, Ricard de Vargas no va a la reunión en el bar " Bar Funicular." por seguridad ya que habían detenido ya antes a otros compañeros entre ellos Oriol Solé. De esta forma se libra de ser detenido. de Vargas se esconde en el barrio de Gracia y luego Alejandría (Torino) pero vuelve poco después y comprueba que todavía no ha sido fichado. Comienza a militar en la Organización de Lucha Armada (OLLA), como es llamada por la policía ya que ellos se definían como "grupos autónomos de trabajadores que no eran una  organización de lucha armada. Desde los Grupos Autónomos, trabajan para conseguir la libertad de los miembros del MIL detenidos. Edita la revista Solidaritat  que se hace en honor a los presos políticos ya que ellos tenían muchos y debían defenderlos. Se movilizan y realizan varias acciones, el 8 de enero de 1974 se oro duce el consejo de guerra de condena a Sallador Puig Artich a muerte y ellos trazan un para para liberarlo pero no se lleva a la acción porque el abogado de Salvador se opone ya que pensaba que no lo matarían.
El 30 de octubre de 1974 Ricard de Vargas es detenido y acusado de formar parte de la OLLA, permanece en la cárcel de Modelo de Barcelona hasta 1975 donde lo aíslan en una  celda de castigo de la quinta galería, conocida como  "La galería donde están los criminales".
Tras salir de la cárcel trabaja como traductor de música hip-hop y pop y alguna novela policíaca, colabora con Enciclopèdia Catalana y da clases de catalán. Estudia historia contemporánea en la universidad de Barcelona graduándose en la especialidad. Comienza a escribir artículos y libros y a dar conferencias sobre el MIL y la OLLA por diferentes lugares del mundo con la intención de difundir la lucha libertaria y anticapitalista.

## Obras
- Quebec (1981), archivo publicado en conjunto con Aureli Argemí en la revista "Otras Naciones".
- Anarquismo y Liberación Nacional (1987) con Enric Cabra y Josep M. Canela
- Anarquisme i alliberament nacional Editorial: La Llevir, S. L. Virus Editorial Fecha publicación: 01-06-2007 ISBN: 978-84-96044-90-6
- Antología poética popular a la memoria de Salvador Puig Antich; investigación, recopilación de poemas, notas e introducción de Ricard de Vargas Golarons (1996)
- Salvador Puig Antich. Treinta y dos años después, en la Confederación Nacional del Trabajo, Núm. 323, mayo de 2006
- Salvador Puig Antich. Guerrilla anticapitalista contra el franquismo Editorial: Descontrol Editorial i Impremta Fecha publicación: 05-04-2021 ISBN: 978-84-18283-20-8
- Josep Lluís Facerías y sus grupos de acción Editorial: Descontrol Editorial i Impremta Fecha publicación: 14-12-2020 ISBN: 978-84-18283-13-0
- Quico Sabaté i la guerrilla anarquista Editorial: Descontrol Editorial i Impremta Fecha publicación: 01-06-2023  ISBN: 978-84-18283-57-4
- Josep Lluís Facerías i els seus grups d'acció, junto a Roger Costa Puyal. Editorial: Descontrol Editorial i Impremta Fecha publicación: 10-12-2020  ISBN: 978-84-18283-12-3
- Oriol Solé Sugranyes: 40 anys després Editorial: Editorial Descontrol Fecha publicación : 16-02-2016 ISBN: 978-84-16553-60-0
- La Primera Guerra Mundial l'enfrontament potències imperialistes Editorial: Editorial Graó Fecha publicación: 01-02-1990 ISBN: 978-84-7827-030-9
- El maquis en Cataluña 1939-1963  Guion y codirección (con Jaume Serra) de la serie de Televisión Española "El Maquis en Cataluña" (1987)